# Chamalières-sur-Loire
Chamalières-sur-Loire település Franciaországban, Haute-Loire megyében. Lakosainak száma 517 fő (2022. január 1.). Chamalières-sur-Loire Beaulieu, Mézères, Retournac, Roche-en-Régnier, Rosières és Vorey községekkel határos.

## Népesség
A település népességének változása:
| Lakosok száma | 471  | 429  | 385  | 448  | 495  | 495  | 491  | 487  | 497  | 517  |
|               | 1968 | 1982 | 1990 | 2006 | 2013 | 2015 | 2017 | 2019 | 2020 | 2022 |